# Dommartin-la-Montagne
Dommartin-la-Montagne är en kommun i departementet Meuse i regionen Grand Est (tidigare regionen Lorraine) i nordöstra Frankrike. Kommunen ligger i kantonen Fresnes-en-Woëvre som tillhör arrondissementet Verdun. År 2022 hade Dommartin-la-Montagne 51 invånare.

## Befolkningsutveckling
Antalet invånare i kommunen Dommartin-la-Montagne
| Referens: INSEE |